# 1937级鱼雷艇
1937级鱼雷艇（德語：Torpedoboot 1937）是纳粹德国战争海军于第二次世界大战期间建造的九艘鱼雷艇所使用的船级。它们于1941—1942年间完工，其中一艘船于1941年底协助护送一艘破交舰穿过英吉利海峡进入大西洋，但该级艇的第一次重大行动是在1942年初，成为两艘战列舰和一艘重巡洋舰在“海峡冲刺”行动中返回德国的护航艇。1942年中期，各有两艘同级艇在不同时间被派往德占法国，并于10月参与了另一艘破交舰穿越海峡的护航，但未能成功。另有一艘于1942年中期被分配到鱼雷学校充当训练艇，而其余成员也于次年都步其后尘。
1943年初，三艘1937级艇重返前线被派往挪威执行护航任务，但其中一艘仅在数月后便返回德国。另有两艘被部署至法国，在当地布设雷区，并曾护送一艘意大利突围舰穿越比斯开湾，却以失败告终。12月，其中一艘同级艇遭美国重型轰炸机击沉。到年底，所有1937级艇要么进行了改装，要么被用作鱼雷学校或潜艇区舰队的训练艇。随着苏军的推进，它们于1944年获召回现役，以支援在波罗的海作战的德军。1944年和1945年各有一艘艇被击沉，另一艘则严重受损，被视为推定全损，后来被拆解。共有五艘同级艇在战争中幸存下来，被盟军作为战争赔款收缴。只有苏联真正使用了其获得的艇具，它最终被用作试验船，直到1960年代才拆解。

## 设计
1937级鱼雷艇是其前身1935级的略微改进版本。与前级一样，它们的官宣标准排水量为600長噸（610公噸），旨在规避《伦敦海军条约》所限制的驱逐舰配额，并在北海和波罗的海充当鱼雷载具，比小型S艇具有更好的耐波性和更远的航程。由于1935级艇自1939年底才陆续服役，其高压锅炉缺陷直到后期才显现出来，而且补救措施也非常有限，因此1937级艇较前级艇相比并没有真正的改进，即基于轻量化的艇体狭窄，空间有限，难以接近机械设备，会使得锅炉的维护问题更为棘手。海军历史学家M·J·惠特利认为：“事后看来，整个设计方案是对人力和物力的极大浪费，因为这些鱼雷艇难以发挥其设计用途”。
这些鱼雷艇全长85.2米，水线长82米，有8.87米的舷宽以及平均2.8米的吃水深度。它们的实际标准排水量为853公噸（840長噸）、满载时则可达1,098公噸（1,081長噸）。艇体被分成十一个水密隔舱，并具有占龙骨长度比重为75%的双层船底，稳心高度为0.74米。它们被视为优秀的远洋艇具，机动性极佳。艇只的标准船员编制为6名军官和149名水兵。
同级艇搭载有两组瓦格纳齿轮传动蒸汽轮机，各负责驱动一副直径为2.45米至2.6米的三叶螺旋桨。过热蒸汽由四台瓦格纳水管锅炉供应，其运行压力为70標準大氣壓（7,093千帕斯卡），温度460℃。这些涡轮机可输出31,000匹軸馬力（23,000千瓦特）的功率，设计航速为35節（65每小時）。艇只最多可贮存200吨燃料油，能够以19節（35每小時）的速度的巡航1,600海里（3,000）。

### 武装
竣工时，1937级鱼雷艇在艇艉装备有一门45倍径105毫米32式速射炮作为主炮。该炮的高低射界为-10°俯角至+50°仰角，发射15.1千克炮弹时的炮口初速为785米每秒。在+44.4°仰角下，射程可达15,175米。防空系统包括一门80倍径37毫米30式高射炮，它以背负形式架设在105毫米炮上方。其手动炮架在最大仰角80°时，射程不足6,800米；而35.7°仰角的水平射程则为8,500米。单发30式高射炮在发射0.748千克炮弹时的炮口初速1,000米每秒，射速为每分钟30发。这些鱼雷艇还在舰桥翼台装备有两门65倍径20毫米30式高射炮，有效射速约为每分钟120发。其在发射0.12千克炮弹时的初速为875米每秒，射程可达3,700米，最大水平射程为4,800米。单艇每门火炮的携带量均2,000发弹药。
1937级鱼雷艇在两座水面三联装旋转式挂架上装备有六具500毫米鱼雷发射管，并可携带多达30枚水雷（海况良好时可携带60枚，但这将严重限制其它武器的使用）。艇载使用G7a型鱼雷，其具有300千克重的弹头和三档速度/射程设置：30節（56每小時）为14,000米，40節（74每小時）为8,000米以及44節（81每小時）为6,000米。由于在服役中护航是主要任务，因此同级艇还可携带32枚深水炸弹和两套发射器。

### 改装
战争初期的改装仅限于将前桅改成三脚桅，安装一台FuMO-28型雷达，其固定天线向每侧倾斜45°，以及一门以背负式架设在主炮上方的20毫米炮。1942年2月参与“海峡冲刺”的同级艇曾受命将其艉部鱼雷发射管挂架替换为四联装20毫米炮架，然而是否真的执行此命令已不可考。这种炮架的确认交付始于5月，当时是在T-13号的改装期间以背负式架设，继而于6月也加装在T-14号艇上。T-13和T-17号于1941年11月后在其艏楼加装了一门37毫米炮。到1944年，T-18、T-19和T-21号也已在艇舯探照灯平台上安装了多一座炮架。同年9月，所有幸存同级艇又受命增加一门M42型或M43型37毫米炮，以取代艇艉鱼雷发射管挂架，但是否真的安装同样已无法确定。一些艇只确实额外安装了博福斯40毫米炮。它们都安装有双联装20毫米炮座，以取代翼台上的单炮座。在战争结束前，所有幸存的1937级艇可能都至少配备了两门37毫米炮或40毫米炮。
1. 1 2  Whitley 1991，第50–51頁.
2. 1 2 3 4  Gröner，第193頁.
3. ↑  Whitley 1991，第50, 202頁.
4. ↑  Sieche，第238頁.
5. ↑  Whitley 1991，第202頁.
6. ↑  Campbell，第246頁.
7. ↑  Campbell，第256頁.
8. ↑  Campbell，第258頁.
9. ↑  Campbell，第263頁.
10. ↑  Whitley 2000，第72頁.
11. ↑  Whitley 2000，第72–73頁.